# Qaarsut

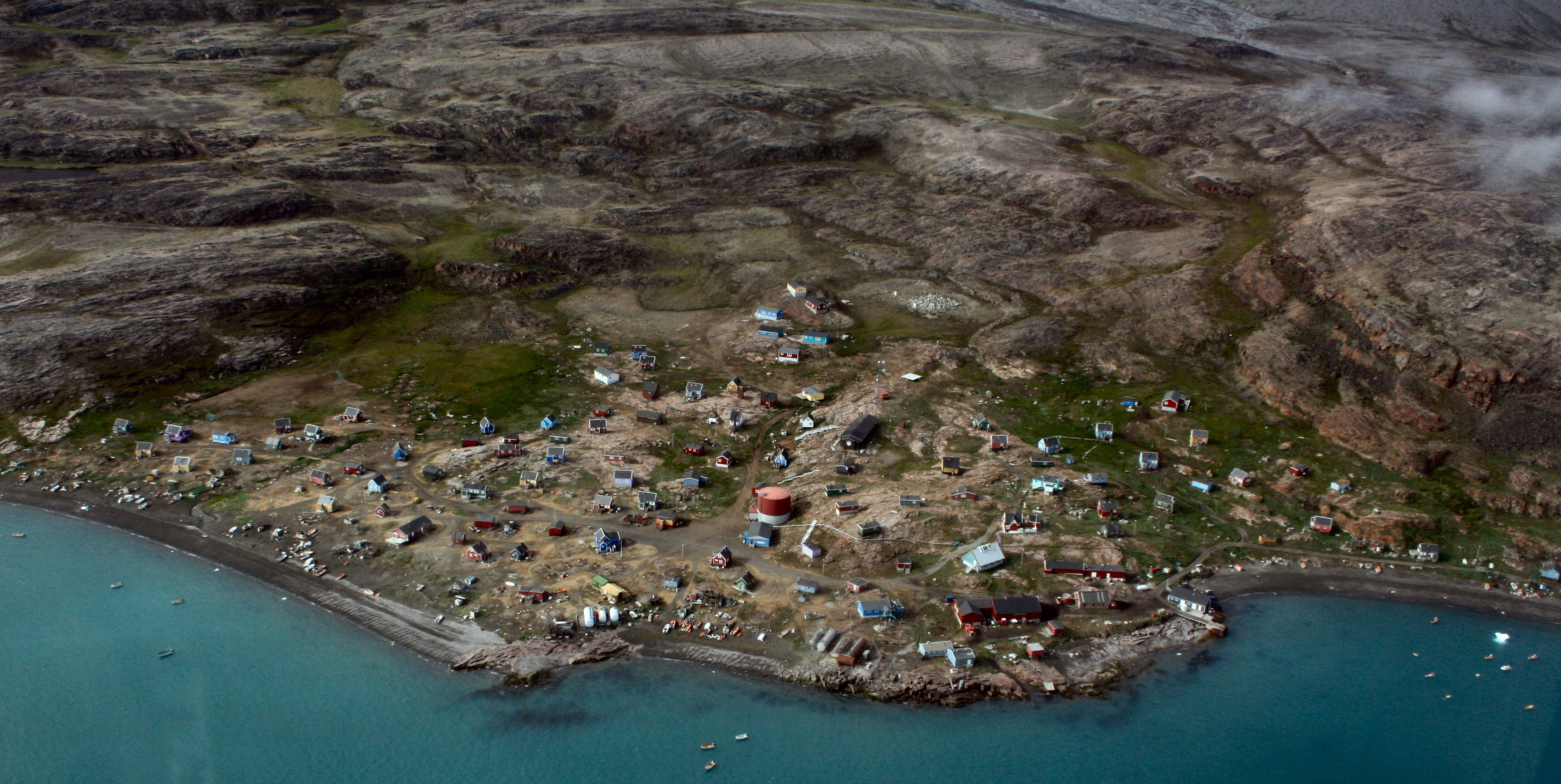

Qaarsut (o Qaersut) è un piccolo villaggio della Groenlandia di 200 abitanti (gennaio 2005). Si trova sulla costa settentrionale del Nugssuaq e si affaccia sulla Baia di Baffin, a 70°44'N 52°39'O; appartiene al comune di Avannaata. Tra i fiordi  di Qaarsut è ambientato il cortometraggio Aningaaq  di Jonás Cuarón, spin-off del film Gravity di Alfonso Cuarón.